# Cheføkonom
En cheføkonom er en økonom, der har det overordnede ansvar for udviklingen, koordinationen og produktionen af økonomiske og finansielle analyser. Det er desuden ofte cheføkonomen, der har ansvaret for at få disse analyser udbredt til offentligheden, ligesom cheføkonomen ofte anvendes som ekspert i pressen. 
Cheføkonomen er ikke, i modsætning til andre økonomer, beskæftiget med det grundlæggende regnearbejde bag analyserne, men må alligevel være dybt nede i tallene for at kunne formidle dem. Cheføkonomer er først og fremmest ansat i den finansielle sektor, i private virksomheder, interesseorganisationer og tænketanke. 

## Kendte danske cheføkonomer
- Steen Bocian, Danske Bank
- Ulrikke Ekelund, BRFkredit
- Mads Lundby Hansen, CEPOS
- Helge Pedersen, Nordea Danmark
- Lone Kjærgaard, Arbejdernes Landsbank
- Jens Christian Lindhard Nielsen, Danica Pension
- Anders Borup Christensen, Dansk Arbejdsgiverforening